# Savonlinna
Savonlinna (Finsk: [ˈSɑʋonˈlinnɑ], Savoniens slot; svensk: Nyslott er en by og en kommune med 32,872 indbyggere i det sydøstlige Finland, ved Saimaa i hjertet af Finske søområde.

## Historie
Byen blev grundlagt i 1639 baseret på Olavinlinna slot (Sankt Olafs Slot). Slottet blev grundlagt af Erik Axelsson Tott i 1475 i et forsøg på at beskytte Savonia og kontrollere den ustabile grænse mellem Kongeriget Sverige og dets russiske modstander. Under den russisk-svenske krig (1741–1743) blev slottet erobret af feltmarskal Peter Lacy. Det blev holdt af Rusland mellem 1743 og 1812, da det blev givet tilbage til Finland som en del af det aftalen Freden i Nystad.
I 1973 blev Sääminki kommune lagt sammen med Savonlinna. I begyndelsen af året 2009 Savonranta kommune og en 31,24 km2 landstrimmel fra Enonkoski mellem Savonlinna og Savonranta blev lagt til Savonlinna. I begyndelsen af året 2013 blev kommunerne Kerimäki og Punkaharju lagt til med Savonlinna.

## Beliggenhed
Savonlinna ligger 104 km øst for Mikkeli, 133 km vest for Joensuu og 159 km syd for Kuopio . Den er også 335 km fra hovedstaden Helsinki af landevejen og cirka fire timer væk med tog. Flyrejser fra Savonlinna lufthavn til Helsinki tager 40–60 minutter.

## Uddannelse
University of Eastern Finland havde en campus i Savonlinna, primært til læreruddannelse. Campussen blev lukket ned i 2018. Der er også en XAMK erhvervsuniversitetscampus, der underviser i sundhedsydelser såvel som procesteknologier.
Der er to gymnasier i Savonlinna. En af disse gymnasier er specialiseret i kunstfag, som da den startede sin drift i 1967 var den første specialiserede gymnasium i Finland såvel som i alle de nordiske lande.

## Seværdigheder
Den mest bemærkelsesværdige attraktion i Savonlinna er Olavinlinna-slottet, et slot fra det 15. århundrede bygget på en ø. I nærheden af slottet ligger også det regionale museum. Nogle andre attraktioner inkluderer skovmuseet Lusto i landsbyen Punkaharju og Kerimäki-kirken i den nærliggende landsby Kerimäki, som er den største trækirke i verden.
Savonlinna er vært for den berømte årlige Savonlinna Opera Festival . Operaer opføres på en scene bygget inde i Olavinlinna slot. Byen har også været vært for verdensmesterskaberne i kast med mobiltelefoner siden 2000.

## Billedgalleri
- Passagerhavnen i Savonlinna.
- Olavinlinna slot set fra jernbanebroen.
- Savonlinna-katedralen er en evangelisk-luthersk kirke
- Salama-båden fortøjet i havnen i ved Savonlinna provinsmuseum.
- Restaurant Wanha Kasino (Gamle Kasino)
- Rauhalinna-villaen ligger i Lehtiniemi
- Kerimäki kirke er den største trækirke i verden.
- Savonlinna provinsmuseum
- Lusto er et nationalt skovmuseum beliggende i Punkaharju
- Savonlinna Lufthavn
- Motorvej 14 mellem Juva og Parikkala i Savonlinna
- Bådhuse i Kerimäki